# Kim Oh-soo
Đây là một tên người Triều Tiên, họ là Kim.
Kim Oh-soo (tiếng Hàn: 김오수, sinh ngày 9 tháng 1 năm 1963) là một công tố viên người Hàn Quốc. Trước đó, ông từng là Thứ trưởng Bộ Tư pháp từ năm 2018 đến năm 2020, và một thời gian ngắn là Bộ trưởng Bộ Tư pháp lâm thời sau khi Cho Kuk từ chức.
Kim sinh ra ở Hongnong-eup, Yeonggwang, Nam Jeolla vào năm 1963. Ông học tại trường trung học Hongnong và trường trung học Gwangju Daedong trước khi theo học Đại học Quốc gia Seoul, theo ngành luật.